# Ombrello di Whitney

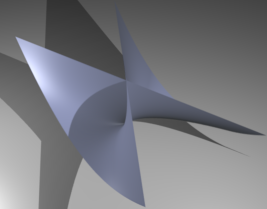
Sezione della superficie

In matematica, l'ombrello di Whitney è una superficie auto intersecata in tre dimensioni. 
È l'unione di tutte le linee rette che passano attraverso i punti di una parabola fissata e sono perpendicolari ad una linea retta fissata, parallela all'asse della parabola. 
Deve il suo nome al matematico statunitense Hassler Whitney.

Ombrello di Whitney

## Formula
L'ombrello di Whitney può essere rappresentato con equazione parametrica con le coordinate cartesiane:
{\displaystyle {\begin{cases}x(u,v)=uv\\y(u,v)=u\\z(u,v)=v^{2}\end{cases}}}
dove i parametri u e v sono numeri reali.
È anche ottenibile dall'equazione implicita:
{\displaystyle x^{2}=y^{2}z}
Questa formula include anche la parte negativa dell'asse z (che è chiamata manico dell'ombrello).

Ombrello di Whitney come superficie rigata, generata dal movimento di una linea retta.